# Alfabetizzazione
A livello individuale l'alfabetizzazione è il grado (minore o maggiore) di sviluppo delle capacità personali di lettura e scrittura. A livello sociale può essere intesa come l'attività di fornire, a persone analfabete, gli strumenti culturali sufficienti a renderle capaci di leggere e scrivere. Può inoltre riferirsi all'attività di fornire strumenti di utilizzo di particolari linguaggi (es.: alfabetizzazione multimediale). In questo senso l'uso del termine è in grande espansione. A livello tecnico può indicare il disporre in ordine alfabetico (nomi, parole, ecc.)

## Storia ed etimologia del termine
Il termine deriva da alfabetizzare, letteralmente: "insegnare l'alfabeto", cioè "insegnare a leggere e scrivere" (e, quindi, liberare dall'analfabetismo).

## Un quadro sociologico

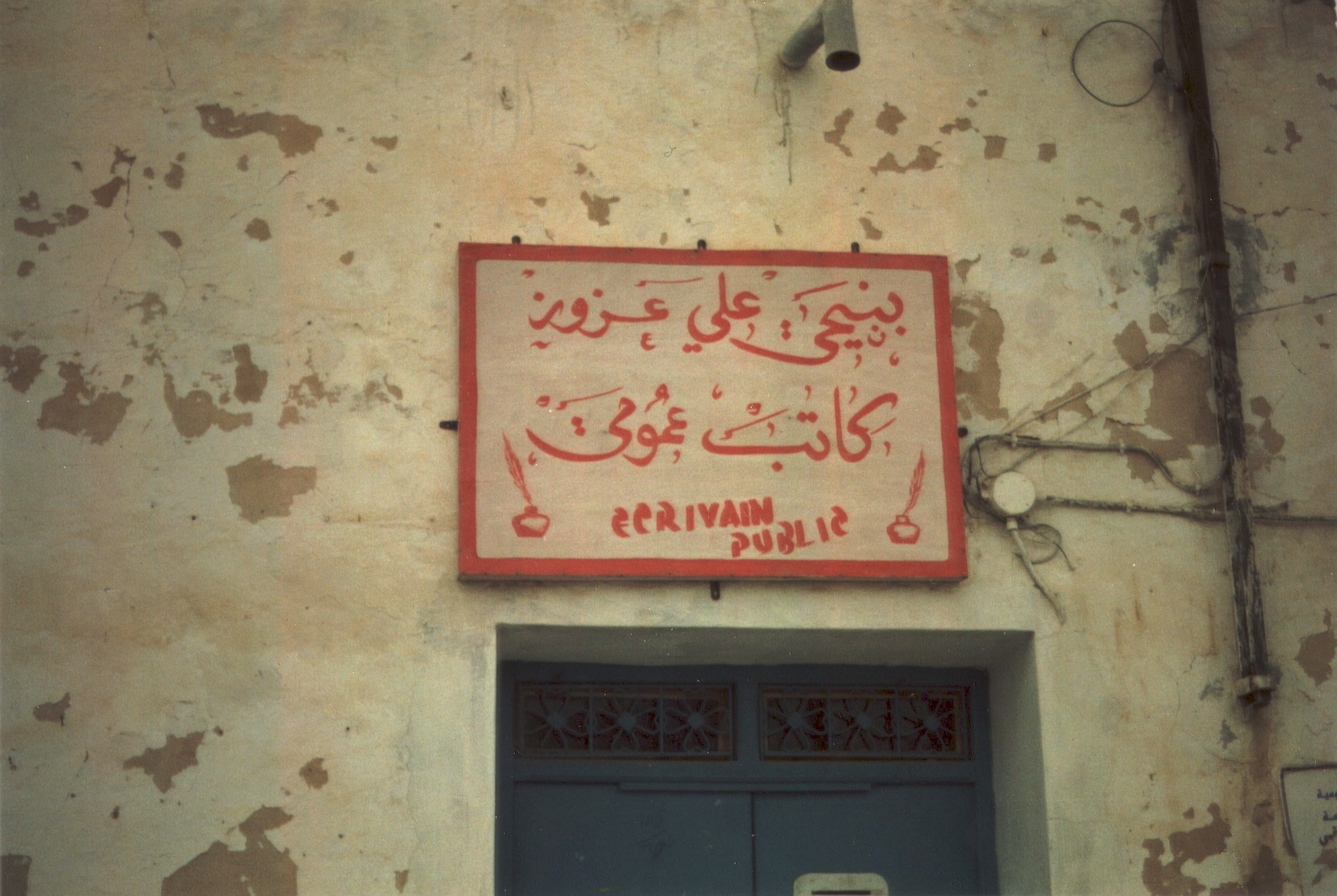
Bottega di uno scrivano pubblico nel sud della Tunisia, 2002.

In una società, il grado o livello di alfabetizzazione è sia la minore o maggiore comprensione della scrittura, sia il numero delle persone che sanno leggere e scrivere (in proporzione e spesso indicato come dato statistico).

## Alfabetizzazione funzionale, alfabetismo e letteratismo
Secondo una definizione ampiamente condivisa formulata dall'UNESCO, una persona è alfabetizzata quando abbia acquisito le conoscenze e le competenze essenziali che gli consentono di impegnarsi in tutte le attività in cui si richiede l'alfabetizzazione, cosicché possa operare pienamente nel suo gruppo e nella sua comunità. L'acquisizione di tali conoscenze e competenze in relazione al saper leggere, scrivere e fare di conto deve permettere agli individui di continuare a usare tali abilità a proprio vantaggio e a favore dello sviluppo della comunità stessa. Molteplici sono i modelli di alfabetizzazione una particolare rilevanza la riveste il modello formale, quello consapevolizzante (presa di coscienza), ispirato al modello elaborato da Freire, e l'approccio funzionale.
Il modello formale, spesso utilizzato nei corsi istituzionali scolastici e serali, richiama il sistema di istruzione tradizionale, di cui riprende la metodologia didattica, adattandone però i contenuti formativi alle esigenze degli adulti.
L'approccio consapevolizzante, per cui gli allievi vengono considerati soggetti coinvolti attivamente nel processo di alfabetizzazione, si basa sull'analisi critica di un limitato lessico di parole generativa, scelte in base ai loro connotati socio-psicologico e alla loro flessibilità come elementi di supporto alla costruzione e alla riconquista del linguaggio in un determinato contesto storico-sociale.
Il modello funzionale prevede l'individuazione di un gruppo di destinatari, operanti nello specifico contesto economico di una determinata regione, che vengono impegnati in attività per l'acquisizione dell'alfabetizzazione; attività integrate con elementi di formazione professionale relativi alle situazioni lavorative di ciascuno. L'obiettivo è quello di porre gli allievi al centro del loro habitat dotandoli di "skills produttive" che consentono loro di partecipare attivamente alla vita della comunità, al fine di promuovere la crescita economica. Questo approccio funzionale si fonda su una concettualizzazione dell'alfabetizzazione funzionale come strumento atto a legare l'esercizio della lettura e della scrittura alla preparazione al lavoro, alla formazione professionale, e quindi all'accrescimento della produttività professionale degli individui. 
L'alfabetizzazione non deve essere confusa con l'alfabetismo, che è, propriamente, "il saper leggere e scrivere". Un sinonimo meno comune di quest'ultimo termine è letteratismo (da letterato, cioè "capace di leggere e scrivere", probabilmente sul modello dell'inglese literacy). Letteratismo, inoltre, è usato più frequentemente nel linguaggio scientifico, con il significato specifico di "competenza alfabetica funzionale".
La IALS (International Adult Literacy Survey) ha condotto la Prima ricerca internazionale sull'alfabetizzazione degli adulti nel 1994; introducendo un nuovo concetto di alfabetizzazione e definisce la "literacy" non in funzione delle capacità di lettura, operando una distinzione tra quanti non sono in grado di leggere e quanti riescono a farlo, ma piuttosto come la capacità di raccogliere e trattare le informazioni riferite alla lettura, alla scrittura e al calcolo, necessarie per usare il materiale stampato comunemente diffuso nel lavoro, nella vita domestica e in quella sociale; si tratta quindi di esplorare non le competenze linguistiche in senso stretto, quanto le competenze alfabetiche funzionali.
La definizione literacy (in italiano letteratismo) evidenzia una pluralità di aspetti di particolare rilevanza per le prospettive dell'educazione degli adulti e dell'istruzione-formazione durante il corso della vita. Insieme all'individuazione delle categorie dell'uso sociale e delle capacità di trattamento delle informazioni, assume progressivamente rilevanza quella di processo. Le ricerche in corso negli ultimi anni hanno tentato di precisare il campo verso una concezione dell'alfabetizzazione non più intesa come il risultato dell'istruzione, o come un'acquisizione limitata in un determinato periodo della vita e della formazione, quanto invece come un processo continuo ed evolutivo che capitalizza sia gli apprendimenti realizzati dagli individui durante il corso della vita, sia le esperienze derivate dall'interazione e partecipazione alla vita di determinati gruppi e realtà sociali. Si può parlare in questo senso dell'alfabetizzazione come di "un processo che si sviluppa a spirale" cioè attraverso l'accumulazione e l'esercizio delle competenze alfabetiche funzionali.